# ハブーブ

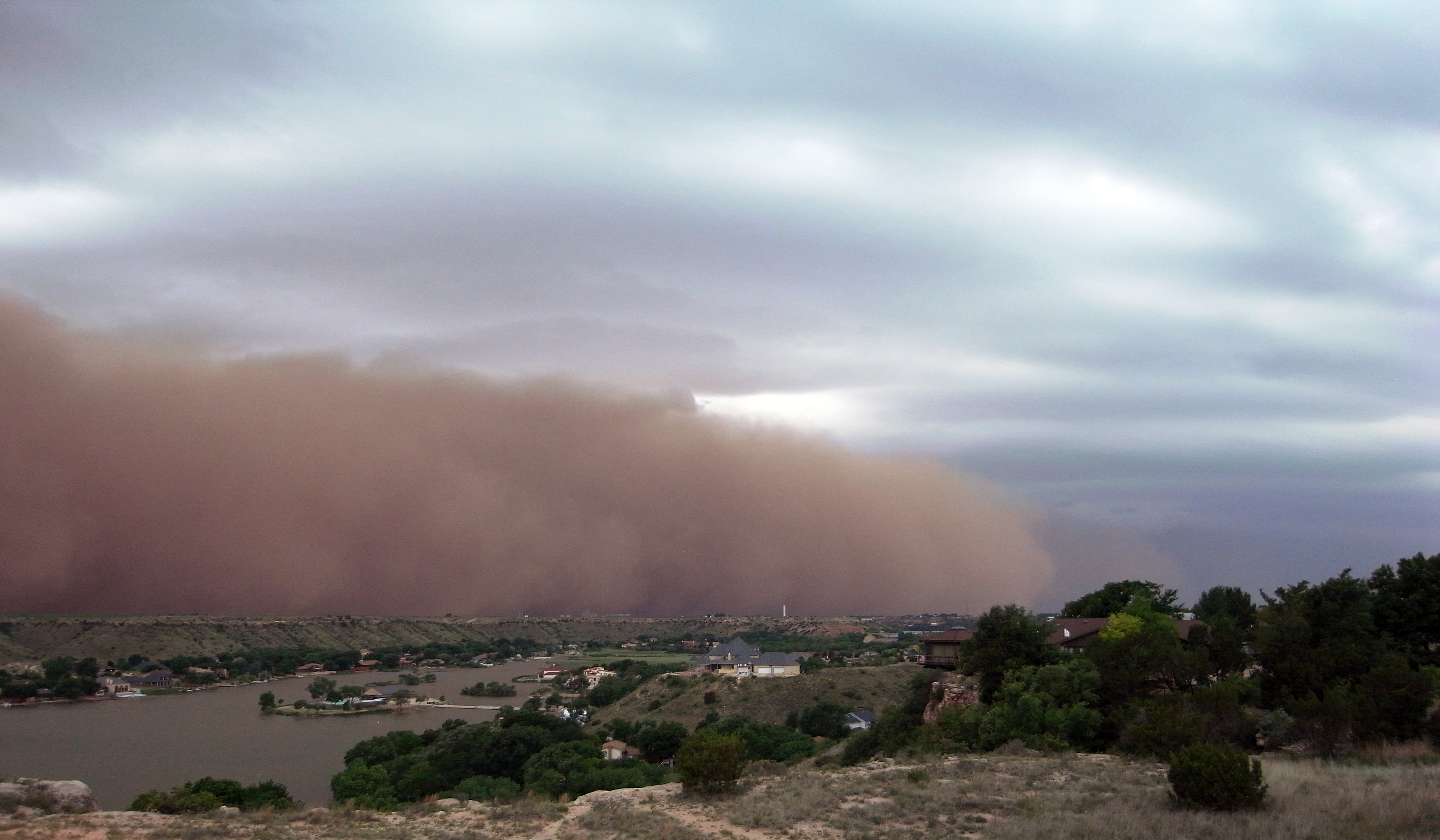
ハブーブ、テキサス州ransom Canyonにて (2009年6月18日)。このハブーブはリャノ・エスタカードからイエローハウス・キャニオンまで移動した。

ハブーブ（英語: haboob）とは、乾燥地域における強い砂嵐のこと。もともとは、「強い風」や「現象」を意味するアラビア語: "هبوب"に由来するが、世界で広く使用されている。

## 概説
アフリカ北部のサハラ砂漠、アラビア半島、クウェート、イラクなどでは高い頻度で発生する気象現象である。北アフリカのハブーブは、ギニア湾からの湿った空気が南側にあり、その空気と砂漠の乾燥した空気との境目にできる、いわば夏（雨季）の前触れの前線とされる。一方、イラクやクウェートのハブーブは雷雨を伴う場合が多い。北アメリカの乾燥地域でもハブーブが時折発生する。アメリカでハブーブが多いのはアリゾナ州であり、主要都市ではユマやフェニックスなどで特に多い。
雷雨を伴う場合は、嵐の移動方向の前面だけではなく、後方も含めてあらゆる方向に風が吹き、ハブーブの砂嵐が襲来する。ただ、雨が降り始めると、風向きは一転して前面で強風が吹き荒れる。
ハブーブの砂嵐は、下降気流、特にダウンバーストなどの突風で発生する。風が地面に到達すると、砂漠の乾燥した表土や砂を巻き上げて風にのせ、まるで巨大な「壁」のような外観をした、褐色の雲ができる。砂の壁は、最大で幅100kmにも達し、高さも数kmに達する。ハブーブの移動速度は時速35 - 50kmくらいで、備える暇もなく襲来してしまう場合がある。雨雲を伴うハブーブでは、上空で雨が降っているにもかかわらず、暖かく乾燥した空気によって上空で蒸発してしまう場合が多い（外からは尾流雲として観測される）。また、大量の砂塵が舞っている場合は、砂塵が水分を含んで降り注ぐ"mud storms"（泥の嵐）となることもある。ハブーブの際は、主に屋外では呼吸器や目が影響を受けるので対策をとる必要があり、ひどい場合にはシェルターなどに避難した方がよいとされている。

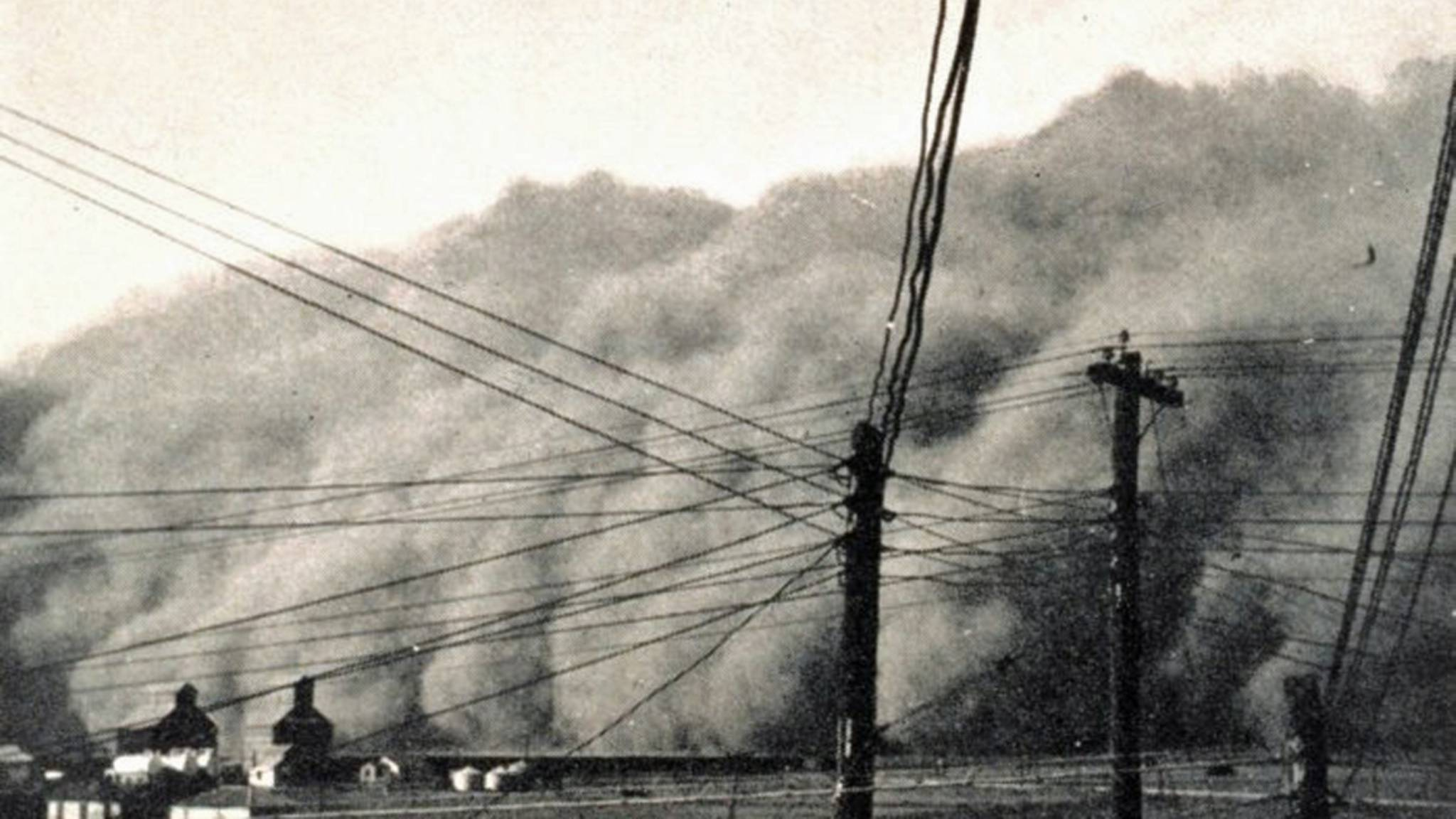
ダストボウルの際のテキサス州のハブーブ、1935年4月。
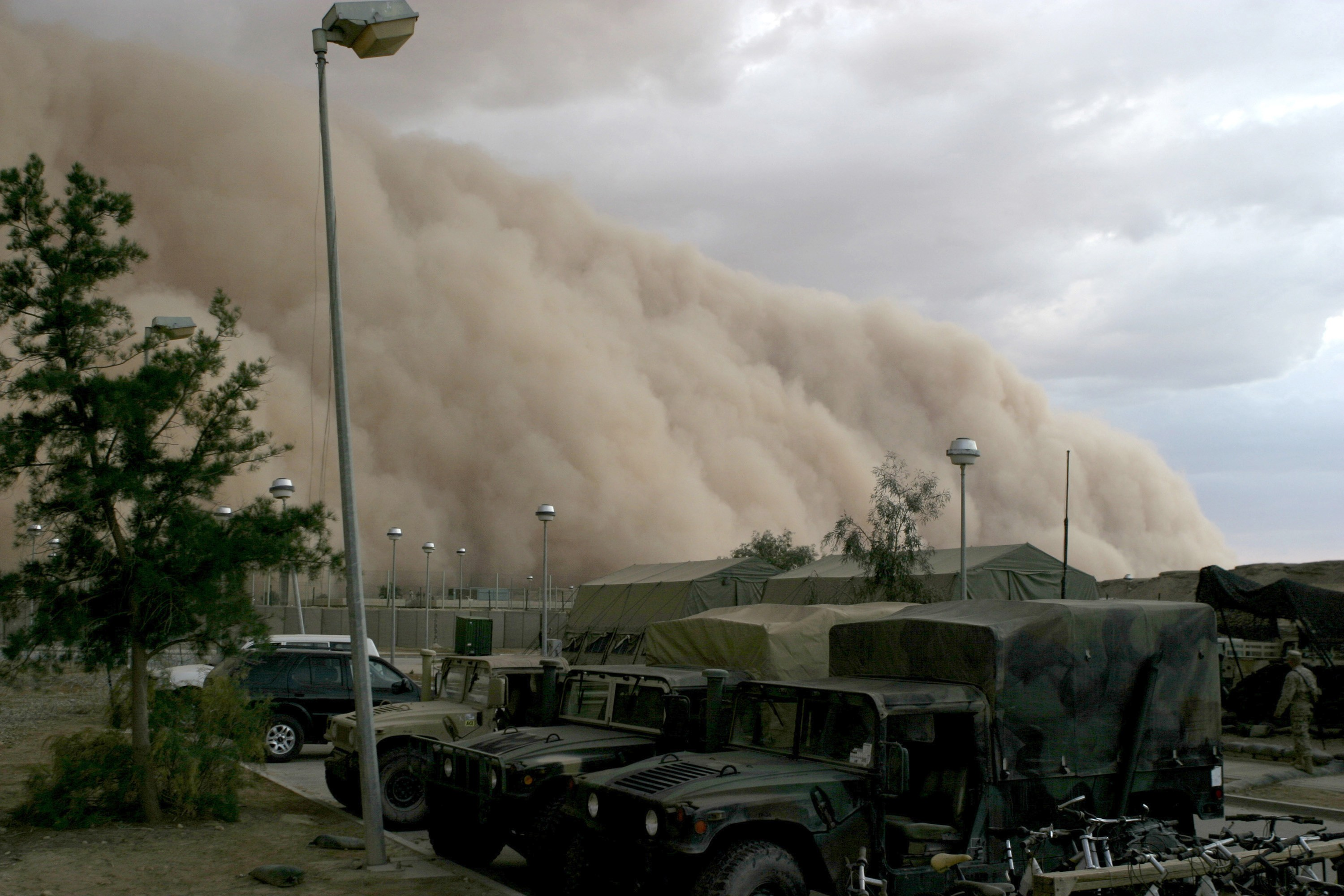
2005年4月、イラクのアル・アサード航空基地でのハブーブ。
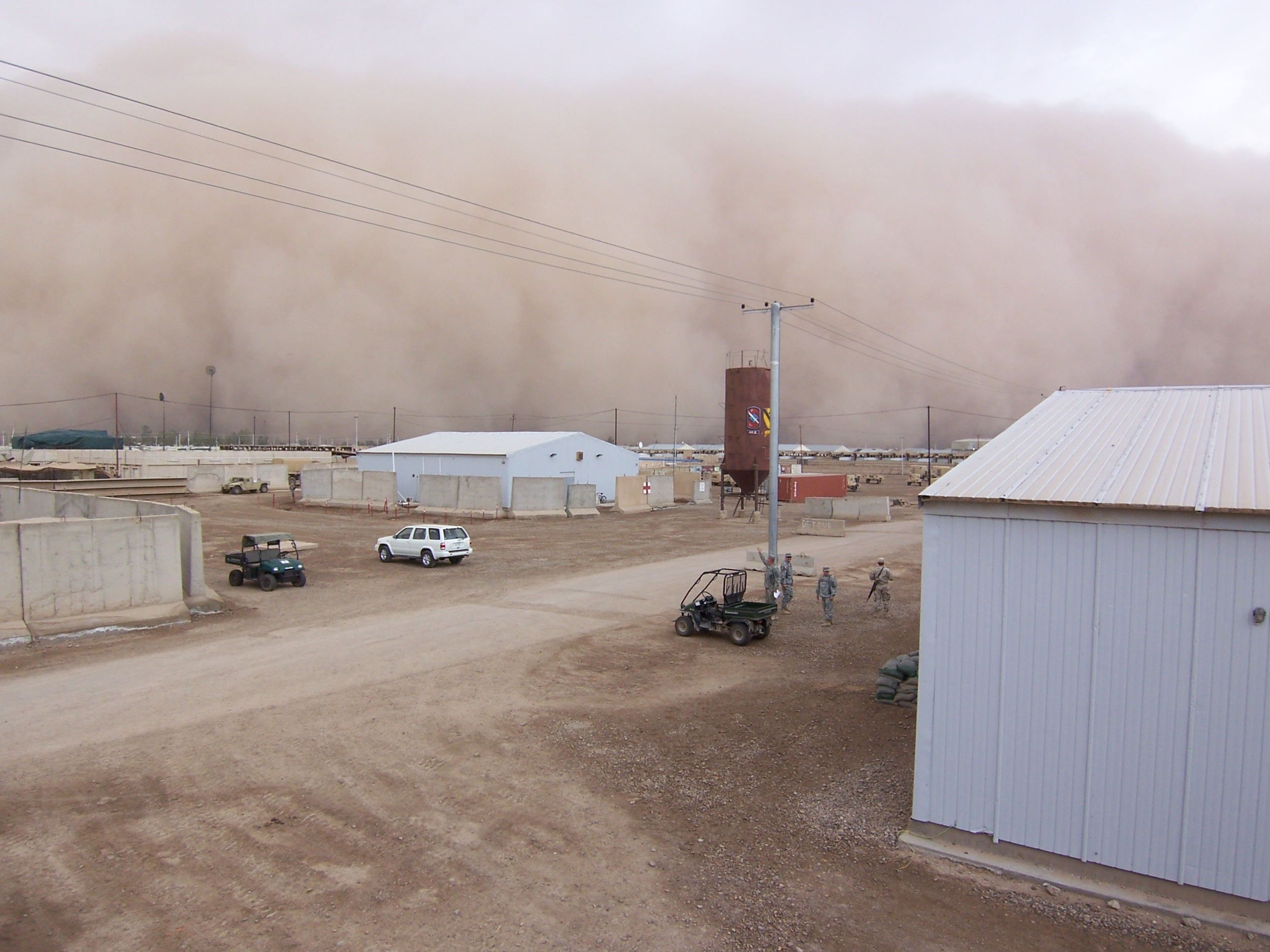
2006年、イラクのハブーブ